# Odznaka SARP
Odznaka SARP – wyróżnienie przyznawane członkom zwyczajnym Stowarzyszenia Architektów Polskich za aktywną pracę społeczną w jego strukturach.
Odznaka SARP dzieli się na trzy stopnie: Złota Odznaka SARP (wyróżnienie I stopnia) przyznawana przez Zarząd Główny oraz Srebrna Odznaka SARP (wyróżnienie II stopnia) i Brązowa Odznaka SARP (wyróżnienie III stopnia) przyznawane przez zarząd danego oddziału. Przyznanie odznaczenia wyższego stopnia nie jest uzależnione od posiadania niższego stopnia. Członek SARP nie może otrzymać następnej odznaki wcześniej niż po upływie dwóch lat od daty przyznania mu poprzedniej.